# 草鹿任一
草鹿 任一（くさか じんいち、1888年（明治21年）12月7日 - 1972年（昭和47年）8月24日）は、日本の海軍軍人。最終階級は海軍中将。勲等は勲一等。

## 経歴
石川県にて誕生。父は弁護士草鹿甲子太郎。草鹿家は大聖寺藩（加賀前田家の分家）に仕えた一族であった。叔父である実業家草鹿丁卯次郎の長男が草鹿龍之介（海軍中将、海兵41期）、三男が草鹿浅之介（最高裁判所判事、弁護士）である。
金沢第一中学校（現・石川県立金沢泉丘高等学校）に通学していた頃は、叔父宅（龍之介の家）に下宿をしていた。金沢一中を経て、四高に進んだが退学し、海軍兵学校（37期）に入校。志望者3,7000名余りの中で3番で合格した。卒業席次は179人中21番。同期に井上成美大将、小沢治三郎、岩村清一、小松輝久、桑原虎雄各中将などがいる。戦後の草鹿は井上を批判することもあったが、困窮した生活を送っていた井上が胃潰瘍で倒れた際には、井上の教え子や部下達と共に治療費集めに尽力している。

### 戦前
草鹿は砲術畑を歩み、海軍部内の権威者であった。砲術学校射撃科教官、戦艦｢山城｣砲術長、第二艦隊砲術参謀、戦艦｢長門｣砲術長、砲術学校射撃科長、第一艦隊司令部附(砲術指導官)、教育局第二課長、砲術学校校長と砲術科専攻士官の要職を歴任している。海軍大学校甲種学生（19期）を卒業し、軽巡洋艦「北上」や戦艦「扶桑」の艦長も勤めている。1936年（昭和11年）におきた二・二六事件に際しては強い怒りを示した。事件が起きると草鹿の乗艦する戦艦「扶桑」が属する第一艦隊（連合艦隊司令長官高橋三吉中将兼務・29期）は、東京湾に停泊し国会議事堂に主砲の照準を合わせていた。
その後、第一航空戦隊司令官、支那方面艦隊参謀長兼第三艦隊参謀長、海軍省教育局長を歴任した後、海軍兵学校長に就任する。同期生に｢草鹿は兵学校に行儀見習いに行くんだ｣と言われ、本人も内心は有難迷惑に感じていたが、赴任するや生徒と共に学ぶをモットーに授業、訓練に参加し、村夫子然とした姿と相俟って、生徒達に｢任ちゃん｣と呼ばれ慕われた。また、海軍兵学校の生活を撮影した映画「勝利の基礎」には、海兵70期の卒業式（1941年11月15日）も収められており、草鹿校長の姿も残されている。
余談として、兵学校開校以来の秀才と謳われた平柳育郎中尉（駆逐艦「文月」砲術長）が、1944年（昭和19年）1月に敵機の機銃掃射を受けて戦死した。南東方面艦隊司令長官になっていた草鹿が病院を見舞ったとき、平柳は息をひきとり火葬場につれていかれるところだった。草鹿は、「彼れ70期の首席として晴れの卒業式の光景なお記憶に新たなり」と回想して涙したという。

### 戦中

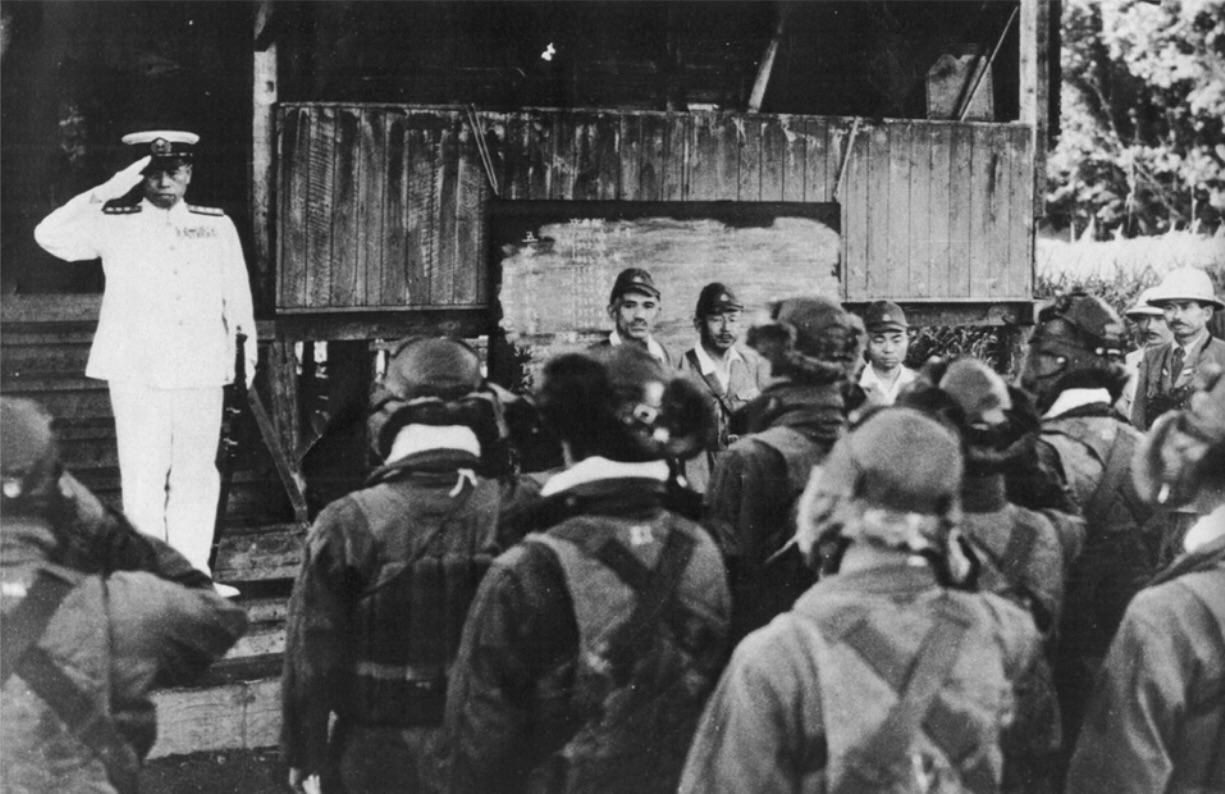
黒板を背にした右から二番目が草鹿、左が山本五十六。

開戦後の1942年（昭和17年）10月1日、第11航空艦隊司令長官に補せられ出征。同年12月24日、南東方面艦隊司令長官となり終戦まで指揮を執った。ガダルカナル島奪回を目標に米豪連合軍と激戦を繰り広げたが叶わず、その後もラバウルを根拠地として連日の航空戦を展開した。しかし連合軍の攻勢は激しく、戦線視察に訪れた連合艦隊司令長官・山本五十六も搭乗機を撃墜され戦死した。草鹿が少尉候補生として練習艦隊で指導を受けたのが山本であり、親しい間柄であった。山本戦死の際はその出発を飛行場で見送った草鹿の悲嘆は大きかった。

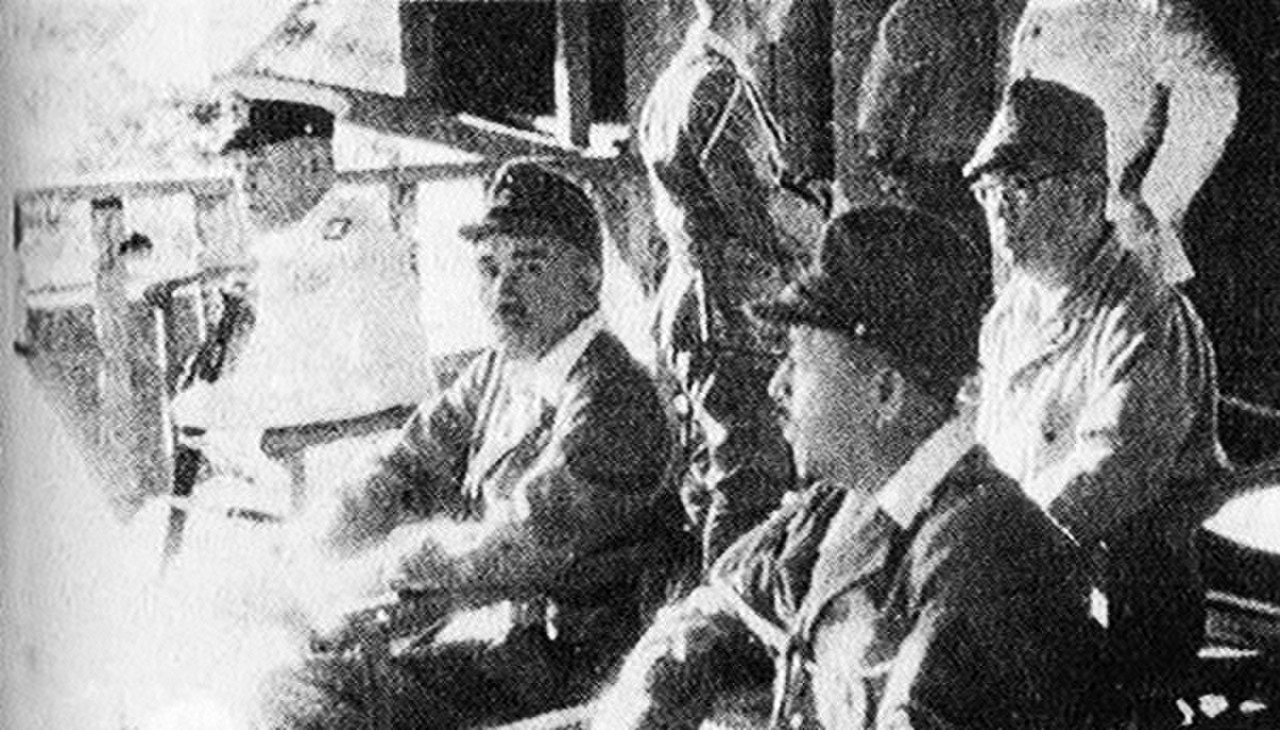
ラバウルの戦闘指揮所にて、奥から山本、草鹿

連合軍のムンダ、コロンバンガラ上陸を迎え、草鹿はブインに将旗を進め指揮にあたったが、敗勢は挽回できず、隷下部隊の玉砕が相次いだ。連合軍は連合艦隊の根拠地であったトラック基地を襲い、所在の艦船、航空機は壊滅的被害を受けた（トラック島空襲）。これに伴い隷下の航空部隊はラバウルを離れることとなり、草鹿は連合軍の攻撃に備え長期篭城の構えを取った。第8方面軍司令官の今村均陸軍大将と協力し、ラバウルに洞窟設備を造り、兵器の開発、新戦法の考案を進めたほか、自給自足の体制を確立するため、農地の開墾、生活必需品の独自生産を行った。
終戦の際、連合軍側は降伏文書調印の代表者として今村大将を指名するが、草鹿は「海軍は陸軍の指揮下に入ったことはない。建軍の本筋から考えて陸軍には海軍の降伏調印の権限は有さない」と頑なに主張。
1945年9月6日、今村とともにラバウルに停泊したオーストラリア艦艇に赴き、海軍側の代表者として今村と連名で調印した。

### 戦後
連合軍の飛び石作戦により孤立を余儀なくされ、自給体制を取っていたラバウルでは終戦直後の復員の目処が立たなかった。1945年（昭和20年）10月頃の日本本土からの放送で帰国は4年後との情報を得たラバウルの日本軍は自給態勢を継続すると共に、人材を育成して戦後の復興に役立てるため、陸海軍一体となって委員を組織して兵隊の教育に努めることとなり、旧制中学の６年レベルを標準として教科書（倫理、数学、物理、化学、歴史、法制、経済、英語、詩歌等）を作成して各部隊に配布を実施したが、想定より早い1946年（昭和21年）3月頃から復員輸送が始まった。
豪軍による戦犯調査に対しては、部下を庇う発言や行動に徹した。自分自身が知らない部下が起こした事件や問題に対しても「それは自分が命令した」、「それは自分の責任である」と主張し、「私を罰することで部下の責任は問わないで欲しい」と要望したので、豪軍の担当者にも高潔な人物として非常に良い印象を与えたといわれる。自らも戦犯指名を受けたが無罪となり、1947年（昭和22年）2月に帰国した。戦犯問題では元第八艦隊司令長官三川軍一（38期）及び元参謀長大西新蔵（42期）の裁判において、問題となった艦船の所属を巡って対立している。三川、大西は起訴却下となった。
復員後は公職追放となり、長男と共に製本･出版を営む『光和堂』を開業する傍ら、旧部下の世話を積極的に行い、復員局に足しげく通っては、ラバウルで苦楽を共にした部下の状況を確認していたという。復員局の職員は「日本海軍の司令官は数多いが、『俺の部下に変わったことがないか？』といまだに訪ねてこられるのは草鹿さんだけだ」と述べている。戦後、加算制度の廃止により恩給を受けられない旧軍人達の救済を目的に、軍人恩給の復活運動に尽力、1961年（昭和36年）に軍人恩給復活達成を果たす事となった。この際の活躍から｢加算の草鹿｣とも呼ばれた。『軍恩連盟全国連合会』名誉会長等を務めている。
海軍ラバウル方面会会長に就任し、戦没者の慰霊、遺骨の回収にあたり、1970年（昭和45年）、ラバウルや旧部下の玉砕地等を訪れている。草鹿は81歳の高齢で健康状態は良好ではなく、周囲の者が止める中、草鹿の強い要望によりラバウルに向かった。同時にブーゲンビル島の山本五十六が搭乗していた一式陸上攻撃機の墜落現場を訪れ、「長官、遅くなりましたが、草鹿ただいま参りました」と述べたという。翌年もソロモン方面に赴いている。
また、金沢の出身校である旧制金沢第一中学校と石川県立金沢泉丘高等学校のOBによる親睦会「関東一泉同窓会」に、昭和30年代に頻繁に参加している。参加者には、草鹿任一元海軍中将（13回）、柴田弥一郎元海軍中将（16回）、広瀬豊作元蔵相（18回、岡田次作少将と同期）、森島守人衆議院議員（20回）、佐藤賢了元陸軍中将（21回）、中堂観恵元海軍少将（21回）、浦茂元陸軍中佐（34回）など錚々たる人物が集った。

## エピソード
- 非常に頑固で短気な性格であったといわれる。筋の通らないことに関しては一切妥協せず、たとえ上官であっても激しく叱責したので、海軍内では浮いた存在であった。ラバウルでの陸海軍共同会議の際には激しい論議を交わし、同席していた今村均陸軍大将も、たまらず激しく反論したという逸話も残っている。一方気さくな性格で、酒席ではくだけた態度を見せた。
- 熱心に参禅しており、女婿の乗艦した潜水艦の行方不明が伝えられても動揺は見せなかったが、後刻草鹿は座禅を組んでいた。
- 戦犯裁判を受けるためシンガポールに護送されている途中、番兵が元日本兵にビンタをしていた。草鹿は止めに入ったが、その番兵は草鹿を耳が聞こえなくなる程殴りつけている。草鹿は黙って耐えたが、周囲の者は『真の武人』を見る思いだったという。
- 戦後、アメリカ海軍大将アーレイ・バークと深い親交を持った。アーレイ・バークが反日家から一転して親日家になった理由の1つに、草鹿との交流があるといわれる。
- 次男の外吉は、海兵（77期）に進んだが在校中に終戦となる。戦後の外吉は共産党と関わりがあり、選挙に出馬する噂があった。草鹿は死の床から「ぜひ立候補せい。わしが応援してやる」と語ったという。外吉に立候補するつもりはなかったが、「父は思想信条を越えて息子の味方であった」と回想している[9]。

## 親族
- 父   草鹿甲子太郎 衆議院議員、判事、弁護士
- 岳父 北条時敬 東北帝国大学総長、学習院長
- 叔父 草鹿丁卯次郎 住友本社理事（龍之介、浅之介の父）
- 義兄（妻の姉妹の夫） 丸山鶴吉 警視総監
- 弟    草鹿三郎　麻雀数理家
- 従弟 草鹿龍之介 海軍中将
- 従弟 草鹿浅之介 最高裁判所判事、弁護士
- 次男 草鹿外吉 ロシア文学研究家・詩人・日本福祉大学副学長

## 年譜
- 1888年12月7日 石川県江沼郡大聖寺町に生まれる
- 1895年 兵庫県尋常師範学校附属小学校入学
- 1899年 神戸市立神戸高等小学校入学
- 1901年 金沢第一中学校入学
- 1906年8月 第四高等学校入学
  - 11月 海軍兵学校入校
- 1909年11月 海軍兵学校卒業
  - 宗谷乗組遠洋航海。（艦長鈴木貫太郎、指導官山本五十六、指導官附古賀峯一）
- 1910年7月 千代田乗組
  - 12月 海軍少尉
- 1911年4月 常磐乗組
  - 8月 砲術学校普通科学生
  - 12月 水雷学校普通科学生
- 1912年4月 安芸乗組
  - 12月 海軍中尉
- 1913年12月 練習艦隊所属浅間乗組
- 1915年12月 海軍大尉、海軍大学校乙種学生
- 1916年6月 砲術学校高等科学生
  - 12月 安芸分隊長、軍令部出仕
- 1917年2月 浅間分隊長
- 1918年7月 浅間砲術長心得、鹿島分隊長
  - 12月 浜風乗組
- 1919年 浜風砲術長兼分隊長
  - 12月 海軍大学校甲種学生(19期)
- 1921年12月 海軍少佐、比叡副砲長兼分隊長
- 1922年12月 砲術学校教官
- 1924年12月 山城砲術長
- 1925年12月 第二艦隊参謀
- 1926年12月 海軍中佐、長門砲術長
- 1927年12月 砲術学校教官
- 1930年12月 海軍大佐、教育局第二課局員
- 1931年2月 欧米出張
  - 11月 北上艦長
- 1932年12月 第一艦隊司令部附（砲術指導官）
- 1933年11月 教育局第二課長
- 1934年3月 友鶴事件査問委員会委員
- 1935年2月 海軍艦政本部技術会議議員
  - 11月 扶桑艦長
- 1936年12月 海軍少将、砲術学校長
- 1937年12月 第一航空戦隊司令官
- 1938年4月 支那方面艦隊参謀長兼第三艦隊参謀長
- 1939年11月 教育局長
- 1940年11月 海軍中将
- 1941年4月 海軍兵学校長
- 1942年8月 米軍ガダルカナル上陸
  - 10月 第11航空艦隊司令長官
  - 12月 南東方面艦隊司令長官兼第11航空艦隊司令長官
- 1943年2月 ガダルカナル撤退
  - 4月 山本五十六戦死
  - 6月~7月 米軍レンドバ、ムンダ上陸
  - 11月 米軍タロキナ上陸
- 1944年2月 トラック基地壊滅
- 1945年8月 終戦
- 1946年8月 戦犯容疑でチャンギー刑務所に収監
  - 12月 釈放
- 1947年2月 帰国、予備役編入
- 1948年 製本業開業
- 1952年4月 株式会社光和堂設立、社長就任
  - 7月 旧軍人関係恩給復活全国連絡会結成、役員就任
- 1958年4月 旧軍人関係恩給権擁護全国連合会会長就任
- 1962年8月 軍恩連盟全国連合会名誉会長就任
- 1970年8月 遺骨収集団長としてラバウル方面に赴く
- 1971年10月 ソロモン方面の遺骨収集に赴く
- 1972年 8月24日死去

## 栄典
位階
- 1916年（大正5年）1月21日 - 正七位[10]

勲章等
- 1944年（昭和19年）10月12日 - 旭日大綬章[11]

## 著作
『ラバウル戦線異状なし―我等かく生きかく戦えり』光和堂、1958年（再版1976・1984年）
ラバウル滞陣中の出来事を中心に著述している。中公文庫で新版（解説戸髙一成、2021年10月）